# Liste des héritiers du trône de Russie
Sauf précision contraire, les dates de cet article sont sous-entendues dans le calendrier grégorien.
Cet article donne la liste des héritiers du trône de Russie depuis la fondation du tsarat de Russie en 1547 jusqu'à l'abolition de l'Empire russe en 1917. Les règles de succession ont inclus la loi salique et systématiquement désigné l'héritier en termes de primogéniture agnatique, sauf entre 1722 et 1797 lorsque l'empereur avait le droit de désigner lui-même son héritier. L'aîné des descendants mâles de l'empereur a porté à partir de 1797 le titre de tsarévitch.

## Liste des héritiers par dynastie
Le nom de la dynastie indiqué se réfère au souverain alors en place. Les héritiers peuvent appartenir à d'autres dynasties.
Les héritiers qui sont montés par la suite sur le trône sont indiqués en gras.

### Tsarat de Russie (1547-1721)

#### Riourikides (1547-1598)
| Héritier                                                                      | Héritier                                    | Parenté avec le tsar | Devient héritier                         | Cesse d'être héritier                  | Durée                      | 2e dans l'ordre de succession parenté avec l'héritier, dates | Tsar dates de règne                        |
| Portrait                                                                      | Nom                                         | Parenté avec le tsar | Devient héritier                         | Cesse d'être héritier                  | Durée                      | 2e dans l'ordre de succession parenté avec l'héritier, dates | Tsar dates de règne                        |
| ----------------------------------------------------------------------------- | ------------------------------------------- | -------------------- | ---------------------------------------- | -------------------------------------- | -------------------------- | ------------------------------------------------------------ | ------------------------------------------ |
|                                                                               | Iouri Vassiliévitch                         | frère                | 26 janvier 1547 avènement de son frère   | 11 octobre 1552 naissance de son neveu | 5 ans, 8 mois et 15 jours  | Vladimir Andreïevitch son cousin                             | Ivan IV (26 janvier 1547 - 28 mars 1584)   |
|                                                                               | Tsarévitch Dimitri Ivanovitch               | fils                 | 11 octobre 1552 sa naissance             | 26 juin 1553 son décès                 | 8 mois et 15 jours         | Iouri Vassiliévitch son oncle                                | Ivan IV (26 janvier 1547 - 28 mars 1584)   |
|                                                                               | Iouri Vassiliévitch                         | frère                | 26 juin 1553 décès de son neveu          | 28 mars 1554 naissance de son neveu    | 9 mois et 2 jours          | Vladimir Andreïevitch son cousin                             | Ivan IV (26 janvier 1547 - 28 mars 1584)   |
|                                                                               | Tsarévitch Ivan Ivanovitch                  | fils                 | 28 mars 1554 sa naissance                | 19 novembre 1581 son décès             | 27 ans, 7 mois et 22 jours | Iouri Vassiliévitch son oncle (28 mars 1554 - 31 mai 1557)   | Ivan IV (26 janvier 1547 - 28 mars 1584)   |
| Tsarévitch Fédor Ivanovitch son frère (31 mai 1557 - 19 novembre 1581)        | Tsarévitch Ivan Ivanovitch                  | fils                 | 28 mars 1554 sa naissance                | 19 novembre 1581 son décès             | 27 ans, 7 mois et 22 jours |                                                              | Ivan IV (26 janvier 1547 - 28 mars 1584)   |
|                                                                               | Tsarévitch Fédor Ivanovitch futur Fédor Ier | fils                 | 19 novembre 1581 décès de son frère      | 28 mars 1584 son avènement             | 2 ans, 4 mois et 9 jours   | aucun (19 novembre 1581 - 29 octobre 1582)                   | Ivan IV (26 janvier 1547 - 28 mars 1584)   |
| Tsarévitch Dimitri Ivanovitch son demi-frère (29 octobre 1582 - 28 mars 1584) | Tsarévitch Fédor Ivanovitch futur Fédor Ier | fils                 | 19 novembre 1581 décès de son frère      | 28 mars 1584 son avènement             | 2 ans, 4 mois et 9 jours   |                                                              | Ivan IV (26 janvier 1547 - 28 mars 1584)   |
|                                                                               | Tsarévitch Dimitri Ivanovitch               | demi-frère           | 28 mars 1584 avènement de son demi-frère | 25 mai 1591 son décès                  | 7 ans, 1 mois et 27 jours  | aucun                                                        | Fédor Ier (28 mars 1584 - 17 janvier 1598) |
| Aucun héritier (25 mai 1591 - 17 janvier 1598)                                |                                             |                      |                                          |                                        |                            |                                                              | Fédor Ier (28 mars 1584 - 17 janvier 1598) |

#### Temps des troubles (1598-1613)
| Héritier | Héritier                                     | Parenté avec le tsar | Devient héritier                      | Cesse d'être héritier                 | Durée                     | 2e dans l'ordre de succession parenté avec l'héritier, dates | Tsar dates de règne                                 |
| Portrait | Nom                                          | Parenté avec le tsar | Devient héritier                      | Cesse d'être héritier                 | Durée                     | 2e dans l'ordre de succession parenté avec l'héritier, dates | Tsar dates de règne                                 |
| -------- | -------------------------------------------- | -------------------- | ------------------------------------- | ------------------------------------- | ------------------------- | ------------------------------------------------------------ | --------------------------------------------------- |
|          | Tsarévitch Fédor Borissovitch futur Fédor II | fils                 | 21 février 1598 avènement de son père | 23 avril 1605 son avènement           | 7 ans, 2 mois et 2 jours  | aucun                                                        | Boris Godounov (21 février 1598 - 23 avril 1605)    |
|          | Dimitri Ivanovitch                           | frère                | 29 mai 1606 avènement de son frère    | 27 juillet 1610 début de l'Interrègne | 4 ans, 1 mois et 28 jours | Alexandre Ivanovitch son frère                               | Vassili IV Chouiski (29 mai 1606 - 27 juillet 1610) |

#### Maison Romanov (1613-1721)
| Héritier                                                                   | Héritier                                         | Parenté avec le tsar                          | Devient héritier                              | Cesse d'être héritier                          | Durée                                         | 2e dans l'ordre de succession parenté avec l'héritier, dates            | Tsar dates de règne                                                               |
| Portrait                                                                   | Nom                                              | Parenté avec le tsar                          | Devient héritier                              | Cesse d'être héritier                          | Durée                                         | 2e dans l'ordre de succession parenté avec l'héritier, dates            | Tsar dates de règne                                                               |
| -------------------------------------------------------------------------- | ------------------------------------------------ | --------------------------------------------- | --------------------------------------------- | ---------------------------------------------- | --------------------------------------------- | ----------------------------------------------------------------------- | --------------------------------------------------------------------------------- |
|                                                                            | Ivan Nikititch                                   | oncle                                         | 21 février 1613 avènement de son neveu        | 29 mars 1629 naissance de son petit-neveu      | 16 ans, 1 mois et 8 jours                     | Nikita Ivanovitch son fils                                              | Michel Ier (21 février 1613 - 23 juillet 1645)                                    |
|                                                                            | Tsarévitch Alexis Mikhaïlovitch futur Alexis Ier | fils                                          | 29 mars 1629 sa naissance                     | 23 juillet 1645 son avènement                  | 16 ans, 3 mois et 24 jours                    | Ivan Nikititch son grand-oncle (29 mars 1629 - 2 juin 1633)             | Michel Ier (21 février 1613 - 23 juillet 1645)                                    |
| Tsarévitch Ivan Mikhaïlovitch son frère (2 juin 1633 - 10 janvier 1639)    | Tsarévitch Alexis Mikhaïlovitch futur Alexis Ier | fils                                          | 29 mars 1629 sa naissance                     | 23 juillet 1645 son avènement                  | 16 ans, 3 mois et 24 jours                    |                                                                         | Michel Ier (21 février 1613 - 23 juillet 1645)                                    |
| Ivan Nikititch son grand-oncle (10 janvier - 14 mars 1639)                 | Tsarévitch Alexis Mikhaïlovitch futur Alexis Ier | fils                                          | 29 mars 1629 sa naissance                     | 23 juillet 1645 son avènement                  | 16 ans, 3 mois et 24 jours                    |                                                                         | Michel Ier (21 février 1613 - 23 juillet 1645)                                    |
| Tsarévitch Vassili Mikhaïlovitch son frère (14 - 25 mars 1639)             | Tsarévitch Alexis Mikhaïlovitch futur Alexis Ier | fils                                          | 29 mars 1629 sa naissance                     | 23 juillet 1645 son avènement                  | 16 ans, 3 mois et 24 jours                    |                                                                         | Michel Ier (21 février 1613 - 23 juillet 1645)                                    |
| Ivan Nikititch son grand-oncle (25 mars 1639 - 16 juillet 1640)            | Tsarévitch Alexis Mikhaïlovitch futur Alexis Ier | fils                                          | 29 mars 1629 sa naissance                     | 23 juillet 1645 son avènement                  | 16 ans, 3 mois et 24 jours                    |                                                                         | Michel Ier (21 février 1613 - 23 juillet 1645)                                    |
| Nikita Ivanovitch son cousin (16 juillet 1640 - 23 juillet 1645)           | Tsarévitch Alexis Mikhaïlovitch futur Alexis Ier | fils                                          | 29 mars 1629 sa naissance                     | 23 juillet 1645 son avènement                  | 16 ans, 3 mois et 24 jours                    |                                                                         | Michel Ier (21 février 1613 - 23 juillet 1645)                                    |
|                                                                            | Nikita Ivanovitch                                | cousin                                        | 23 juillet 1645 avènement de son cousin       | 22 août 1648 naissance de son cousin           | 3 ans et 30 jours                             | aucun                                                                   | Alexis Ier (23 juillet 1645 - 8 février 1676)                                     |
|                                                                            | Tsarévitch Dimitri Alexeïevitch                  | fils                                          | 22 août 1648 sa naissance                     | 6 octobre 1649 son décès                       | 1 an, 1 mois et 14 jours                      | Nikita Ivanovitch son cousin                                            | Alexis Ier (23 juillet 1645 - 8 février 1676)                                     |
|                                                                            | Nikita Ivanovitch                                | cousin                                        | 6 octobre 1649 décès de son cousin            | 15 février 1654 naissance de son cousin        | 4 ans, 4 mois et 9 jours                      | aucun                                                                   | Alexis Ier (23 juillet 1645 - 8 février 1676)                                     |
|                                                                            | Tsarévitch Alexis Alexeïevitch                   | fils                                          | 15 février 1654 sa naissance                  | 17 janvier 1670 son décès                      | 15 ans, 11 mois et 2 jours                    | Nikita Ivanovitch son cousin (15 février - 21 décembre 1654)            | Alexis Ier (23 juillet 1645 - 8 février 1676)                                     |
| aucun (21 décembre 1654 - 9 juin 1661)                                     | Tsarévitch Alexis Alexeïevitch                   | fils                                          | 15 février 1654 sa naissance                  | 17 janvier 1670 son décès                      | 15 ans, 11 mois et 2 jours                    |                                                                         | Alexis Ier (23 juillet 1645 - 8 février 1676)                                     |
| Tsarévitch Fédor Alexeïevitch son frère (9 juin 1661 - 17 janvier 1670)    | Tsarévitch Alexis Alexeïevitch                   | fils                                          | 15 février 1654 sa naissance                  | 17 janvier 1670 son décès                      | 15 ans, 11 mois et 2 jours                    |                                                                         | Alexis Ier (23 juillet 1645 - 8 février 1676)                                     |
|                                                                            | Tsarévitch Fédor Alexeïevitch futur Fédor III    | fils                                          | 17 janvier 1670 décès de son frère            | 8 février 1676 son avènement                   | 6 ans et 22 jours                             | Tsarévitch Ivan Alexeïevitch son frère                                  | Alexis Ier (23 juillet 1645 - 8 février 1676)                                     |
|                                                                            | Tsarévitch Ivan Alexeïevitch futur Ivan V        | frère                                         | 8 février 1676 avènement de son frère         | 7 mai 1682 son avènement                       | 6 ans, 2 mois et 29 jours                     | Tsarévitch Pierre Alexeïevitch son demi-frère                           | Fédor III (8 février 1676 - 7 mai 1682)                                           |
| Aucun héritier (7 mai 1682 - 28 février 1690)                              | Aucun héritier (7 mai 1682 - 28 février 1690)    | Aucun héritier (7 mai 1682 - 28 février 1690) | Aucun héritier (7 mai 1682 - 28 février 1690) | Aucun héritier (7 mai 1682 - 28 février 1690)  | Aucun héritier (7 mai 1682 - 28 février 1690) | Aucun héritier (7 mai 1682 - 28 février 1690)                           | Ivan V (7 mai 1682 - 8 février 1696) et Pierre Ier (7 mai 1682 - 22 octobre 1721) |
|                                                                            | Tsarévitch Alexis Petrovitch                     | neveu / fils                                  | 28 février 1690 sa naissance                  | 7 juillet 1718 son décès                       | 28 ans, 4 mois et 9 jours                     | aucun (28 février 1690 - 13 octobre 1691)                               | Ivan V (7 mai 1682 - 8 février 1696) et Pierre Ier (7 mai 1682 - 22 octobre 1721) |
| Alexandre Petrovitch son frère (13 octobre 1691 - 24 mai 1692)             | Tsarévitch Alexis Petrovitch                     | neveu / fils                                  | 28 février 1690 sa naissance                  | 7 juillet 1718 son décès                       | 28 ans, 4 mois et 9 jours                     |                                                                         | Ivan V (7 mai 1682 - 8 février 1696) et Pierre Ier (7 mai 1682 - 22 octobre 1721) |
| aucun (24 mai 1692 - 23 octobre 1715)                                      | Tsarévitch Alexis Petrovitch                     | neveu / fils                                  | 28 février 1690 sa naissance                  | 7 juillet 1718 son décès                       | 28 ans, 4 mois et 9 jours                     |                                                                         | Ivan V (7 mai 1682 - 8 février 1696) et Pierre Ier (7 mai 1682 - 22 octobre 1721) |
| Tsarévitch Pierre Alexeïevitch son fils (23 octobre 1715 - 7 juillet 1718) | Tsarévitch Alexis Petrovitch                     | neveu / fils                                  | 28 février 1690 sa naissance                  | 7 juillet 1718 son décès                       | 28 ans, 4 mois et 9 jours                     |                                                                         | Ivan V (7 mai 1682 - 8 février 1696) et Pierre Ier (7 mai 1682 - 22 octobre 1721) |
|                                                                            | Tsarévitch Pierre Alexeïevitch futur Pierre II   | petit-fils                                    | 7 juillet 1718 décès de son père              | 22 octobre 1721 proclamation de l'Empire russe | 3 ans, 3 mois et 15 jours                     | Tsarévitch Pierre Petrovitch son oncle (7 juillet 1718 - 19 avril 1719) | Ivan V (7 mai 1682 - 8 février 1696) et Pierre Ier (7 mai 1682 - 22 octobre 1721) |
| aucun (19 avril 1719 - 22 octobre 1721)                                    | Tsarévitch Pierre Alexeïevitch futur Pierre II   | petit-fils                                    | 7 juillet 1718 décès de son père              | 22 octobre 1721 proclamation de l'Empire russe | 3 ans, 3 mois et 15 jours                     |                                                                         | Ivan V (7 mai 1682 - 8 février 1696) et Pierre Ier (7 mai 1682 - 22 octobre 1721) |

### Empire russe (1721-1917)

#### Maison Romanov (1721-1917)

##### Succession selon la primogéniture agnatique (1721-1722)
| Héritier | Héritier                                      | Parenté avec l'empereur | Devient héritier                               | Cesse d'être héritier                                | Durée              | 2e dans l'ordre de succession parenté avec l'héritier, dates | Empereur dates de règne                       |
| Portrait | Nom                                           | Parenté avec l'empereur | Devient héritier                               | Cesse d'être héritier                                | Durée              | 2e dans l'ordre de succession parenté avec l'héritier, dates | Empereur dates de règne                       |
| -------- | --------------------------------------------- | ----------------------- | ---------------------------------------------- | ---------------------------------------------------- | ------------------ | ------------------------------------------------------------ | --------------------------------------------- |
|          | Grand-duc Pierre Alexeïevitch futur Pierre II | petit-fils              | 22 octobre 1721 proclamation de l'Empire russe | 16 février 1722 promulgation du décret de succession | 3 mois et 25 jours | aucun                                                        | Pierre Ier (22 octobre 1721 - 8 février 1725) |

##### Succession selon la volonté de l'empereur (1722-1797)
Le décret du 16 février 1722 de Pierre Ier donne à l'empereur le droit de désigner n'importe qui comme successeur ; il n'est aboli qu'avec la promulgation de la loi de succession de l'Empire russe du 15 mai 1797 par Paul Ier. Au cours de cette période, les héritiers du trône sont désignés par l'empereur régnant, et ne détiennent pas leur position par droit d'héritage. Toutefois, Pierre Ier, Catherine Ire, Pierre II et Ivan VI n'ont jamais désigné d'héritier, et leurs successeurs ont tous été choisis de manière irrégulière. Par ailleurs, après sa destitution en 1762, Pierre III est remplacé non pas par son fils et héritier Paul, mais par son épouse Catherine II.
| Héritier                                         | Héritier                                           | Parenté avec l'empereur | Désigné héritier | Cesse d'être héritier                                              | Durée                       | Empereur dates de règne                          |
| Portrait                                         | Nom                                                | Parenté avec l'empereur | Désigné héritier | Cesse d'être héritier                                              | Durée                       | Empereur dates de règne                          |
| ------------------------------------------------ | -------------------------------------------------- | ----------------------- | ---------------- | ------------------------------------------------------------------ | --------------------------- | ------------------------------------------------ |
|                                                  | Grand-duc Ivan Antonovitch futur Ivan VI           | petit-neveu             | 5 octobre 1740   | 28 octobre 1740 son avènement                                      | 23 jours                    | Anne (30 janvier 1730 - 28 octobre 1740)         |
|                                                  | Grand-duc Pierre Fédorovitch futur Pierre III      | neveu                   | 18 novembre 1742 | 5 janvier 1762 son avènement                                       | 19 ans, 1 mois et 18 jours  | Élisabeth Ire (6 décembre 1741 - 5 janvier 1762) |
|                                                  | Grand-duc Paul Petrovitch futur Paul Ier           | fils                    | 7 janvier 1762   | 17 novembre 1796 son avènement                                     | 34 ans, 10 mois et 10 jours | Pierre III (5 janvier - 9 juillet 1762)          |
| Catherine II (9 juillet 1762 - 17 novembre 1796) | Grand-duc Paul Petrovitch futur Paul Ier           | fils                    | 7 janvier 1762   | 17 novembre 1796 son avènement                                     | 34 ans, 10 mois et 10 jours |                                                  |
|                                                  | Grand-duc Alexandre Pavlovitch futur Alexandre Ier | fils                    | 28 novembre 1796 | 15 mai 1797 promulgation de la loi de succession de l'Empire russe | 5 mois et 17 jours          | Paul Ier (17 novembre 1796 - 23 mars 1801)       |

##### Succession selon la primogéniture agnatique (1797-1917)
| Héritier                                                                            | Héritier                                                | Parenté avec l'empereur | Devient héritier                                                   | Cesse d'être héritier                                | Durée                       | 2e dans l'ordre de succession parenté avec l'héritier, dates                 | Empereur dates de règne                          |
| Portrait                                                                            | Nom                                                     | Parenté avec l'empereur | Devient héritier                                                   | Cesse d'être héritier                                | Durée                       | 2e dans l'ordre de succession parenté avec l'héritier, dates                 | Empereur dates de règne                          |
| ----------------------------------------------------------------------------------- | ------------------------------------------------------- | ----------------------- | ------------------------------------------------------------------ | ---------------------------------------------------- | --------------------------- | ---------------------------------------------------------------------------- | ------------------------------------------------ |
|                                                                                     | Tsarévitch Alexandre Pavlovitch futur Alexandre Ier     | fils                    | 15 mai 1797 promulgation de la loi de succession de l'Empire russe | 23 mars 1801 son avènement                           | 3 ans, 10 mois et 8 jours   | Grand-duc Constantin Pavlovitch son frère                                    | Paul Ier (17 novembre 1796 - 23 mars 1801)       |
|                                                                                     | Grand-duc Constantin Pavlovitch                         | frère                   | 23 mars 1801 avènement de son frère                                | 26 janvier 1822 renonce à ses droits à la succession | 20 ans, 10 mois et 3 jours  | Grand-duc Nicolas Pavlovitch son frère                                       | Alexandre Ier (23 mars 1801 - 1er décembre 1825) |
|                                                                                     | Grand-duc Nicolas Pavlovitch futur Nicolas Ier          | frère                   | 26 janvier 1822 renonciation de son frère                          | 1er décembre 1825 son avènement                      | 3 ans, 10 mois et 5 jours   | Grand-duc Alexandre Nikolaïevitch son fils                                   | Alexandre Ier (23 mars 1801 - 1er décembre 1825) |
|                                                                                     | Tsarévitch Alexandre Nikolaïevitch futur Alexandre II   | fils                    | 1er décembre 1825 avènement de son père                            | 2 mars 1855 son avènement                            | 29 ans, 3 mois et 1 jour    | Grand-duc Michel Pavlovitch son oncle (1er décembre 1825 - 9 septembre 1827) | Nicolas Ier (1er décembre 1825 - 2 mars 1855)    |
| Grand-duc Constantin Nikolaïevitch son frère (9 septembre 1827 - 20 septembre 1843) | Tsarévitch Alexandre Nikolaïevitch futur Alexandre II   | fils                    | 1er décembre 1825 avènement de son père                            | 2 mars 1855 son avènement                            | 29 ans, 3 mois et 1 jour    |                                                                              | Nicolas Ier (1er décembre 1825 - 2 mars 1855)    |
| Grand-duc Nicolas Alexandrovitch son fils (20 septembre 1843 - 2 mars 1855)         | Tsarévitch Alexandre Nikolaïevitch futur Alexandre II   | fils                    | 1er décembre 1825 avènement de son père                            | 2 mars 1855 son avènement                            | 29 ans, 3 mois et 1 jour    |                                                                              | Nicolas Ier (1er décembre 1825 - 2 mars 1855)    |
|                                                                                     | Tsarévitch Nicolas Alexandrovitch                       | fils                    | 2 mars 1855 avènement de son père                                  | 24 avril 1865 son décès                              | 10 ans, 1 mois et 22 jours  | Grand-duc Alexandre Alexandrovitch son frère                                 | Alexandre II (2 mars 1855 - 13 mars 1881)        |
|                                                                                     | Tsarévitch Alexandre Alexandrovitch futur Alexandre III | fils                    | 24 avril 1865 décès de son frère                                   | 13 mars 1881 son avènement                           | 15 ans, 10 mois et 17 jours | Grand-duc Vladimir Alexandrovitch son frère (24 avril 1865 - 18 mai 1868)    | Alexandre II (2 mars 1855 - 13 mars 1881)        |
| Grand-duc Nicolas Alexandrovitch son fils (18 mai 1868 - 13 mars 1881)              | Tsarévitch Alexandre Alexandrovitch futur Alexandre III | fils                    | 24 avril 1865 décès de son frère                                   | 13 mars 1881 son avènement                           | 15 ans, 10 mois et 17 jours |                                                                              | Alexandre II (2 mars 1855 - 13 mars 1881)        |
|                                                                                     | Tsarévitch Nicolas Alexandrovitch futur Nicolas II      | fils                    | 13 mars 1881 avènement de son père                                 | 1er novembre 1894 son avènement                      | 13 ans, 7 mois et 19 jours  | Grand-duc Georges Alexandrovitch son frère                                   | Alexandre III (13 mars 1881 - 1er novembre 1894) |
|                                                                                     | Grand-duc Georges Alexandrovitch                        | frère                   | 1er novembre 1894 avènement de son frère                           | 10 juillet 1899 son décès                            | 4 ans, 8 mois et 9 jours    | Grand-duc Michel Alexandrovitch son frère                                    | Nicolas II (1er novembre 1894 - 15 mars 1917)    |
|                                                                                     | Grand-duc Michel Alexandrovitch                         | frère                   | 10 juillet 1899 décès de son frère                                 | 12 août 1904 naissance de son neveu                  | 5 ans, 1 mois et 2 jours    | Grand-duc Vladimir Alexandrovitch son oncle                                  | Nicolas II (1er novembre 1894 - 15 mars 1917)    |
|                                                                                     | Tsarévitch Alexis Nikolaïevitch                         | fils                    | 12 août 1904 sa naissance                                          | 15 mars 1917 abolition de la monarchie               | 12 ans, 7 mois et 3 jours   | Grand-duc Michel Alexandrovitch son oncle                                    | Nicolas II (1er novembre 1894 - 15 mars 1917)    |